# Gabara undilinea
Gabara undilinea är en fjärilsart som beskrevs av William Schaus 1913. Gabara undilinea ingår i släktet Gabara och familjen nattflyn. Inga underarter finns listade i Catalogue of Life.